# Іван Гуляницький

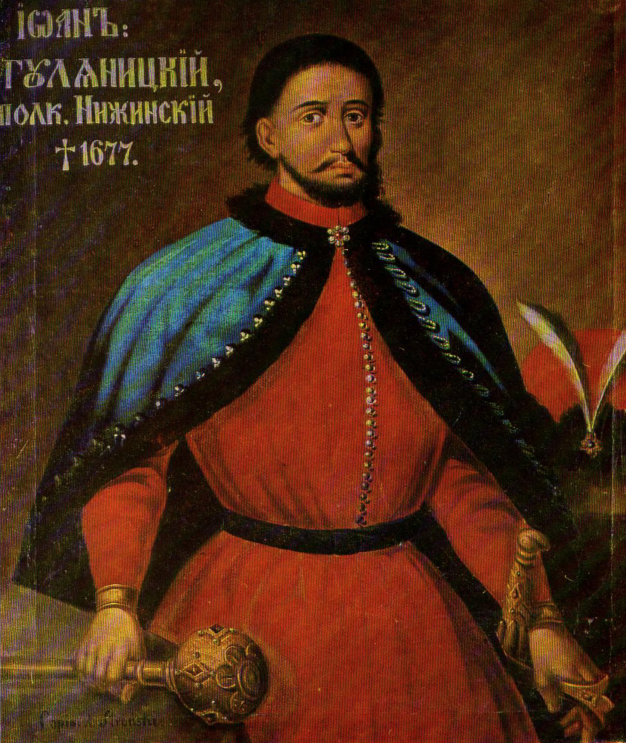
Портрет Івана Гуляницького

Гуляницький Іван — український державний діяч доби Гетьманщини, полковник ніжинський і корсунський (1654–1659), наказний полковник Стародубського полку (1657). Вихованець Києво-Могилянської академії.

## Біографія
Походив зі старовинного розгалуженого роду української православної шляхти, відомого з 1516, родовим гніздом якого було село Гуляники Луцького повіту на Волині.
Навчався в Києво-Могилянській академії в 1630-х роках.
Основні риси біографії Івана важко встановити, оскільки в джерелах його постійно плутають з його родичем (братом) Григорієм Гуляницьким, активним учасником Національно-визвольної війни українського народу 1648—1658 роках, полковником, наказним гетьманом в часи гетьманату Івана Виговського та Юрія Хмельницького, героєм оборони Конотопа від московських військ і Конотопської битви 1659.
Іван названий серед реєстрових козаків Корсунського полку (1649), брав участь у ряді важливих битв, зокрема у Жванецькій. 16 січня 1654 разом з Богданом Хмельницьким, Іваном Виговським, Павлом Тетерею приймав у Білій Церкві московське посольство на чолі з А. Матвєєвим. Відмовився присягати цареві після Переяславської ради 1654.
У 1653–1657 був корсунським, а потім ніжинським полковником, влітку 1657 певний час був наказним полковником Стародубського полку. Очевидно, Іван разом з Григорієм Гуляницьким брав участь у будівництві Свято-Онуфріївського монастиря під Корсунем, де пізніше митрополит Київський, Галицький і всієї України Д. Балабан постриг у ченці Юрія Хмельницького.
Рід Гуляницьких в роки Руїни осів на Сіверщині й був досить відомим у XVIII—XIX столітті.